# Хайме Еспіналь
Хайме Юсепт Еспіналь (англ. Jaime Yusept Espinal; нар. 14 жовтня 1984, Санто-Домінго, Домініканська Республіка) — пуерториканський борець вільного стилю, срібний та дворазовий бронзовий призер Панамериканських чемпіонатів, бронзовий призер Панамериканських ігор, срібний призер Олімпійських ігор.

## Біографія
Боротьбою почав займатися з 1994 року. Виступає за борцівський клуб «Спарта» Карпара.

## Спортивні результати на міжнародних змаганнях

### Виступи на Олімпіадах
| Змагання                    | Збірна      | Вагова категорія          | Місце  |
| --------------------------- | ----------- | ------------------------- | ------ |
| Літні Олімпійські ігри 2012 | Пуерто-Рико | вільна боротьба, до 84 кг | Срібло |
| Літні Олімпійські ігри 2016 | Пуерто-Рико | вільна боротьба, до 86 кг | 11     |

### Виступи на Чемпіонатах світу
| Змагання                        | Збірна      | Вагова категорія          | Місце |
| ------------------------------- | ----------- | ------------------------- | ----- |
| Чемпіонат світу з боротьби 2007 | Пуерто-Рико | вільна боротьба, до 74 кг | 26    |
| Чемпіонат світу з боротьби 2009 | Пуерто-Рико | вільна боротьба, до 84 кг | 9     |
| Чемпіонат світу з боротьби 2010 | Пуерто-Рико | вільна боротьба, до 84 кг | 19    |
| Чемпіонат світу з боротьби 2011 | Пуерто-Рико | вільна боротьба, до 84 кг | 11    |
| Чемпіонат світу з боротьби 2013 | Пуерто-Рико | вільна боротьба, до 84 кг | 31    |
| Чемпіонат світу з боротьби 2014 | Пуерто-Рико | вільна боротьба, до 86 кг | 19    |
| Чемпіонат світу з боротьби 2015 | Пуерто-Рико | вільна боротьба, до 86 кг | 32    |

### Виступи на Панамериканських чемпіонатах
| Змагання                                   | Збірна      | Вагова категорія          | Місце  |
| ------------------------------------------ | ----------- | ------------------------- | ------ |
| Панамериканський чемпіонат з боротьби 2008 | Пуерто-Рико | вільна боротьба, до 74 кг | Бронза |
| Панамериканський чемпіонат з боротьби 2009 | Пуерто-Рико | вільна боротьба, до 84 кг | Бронза |
| Панамериканський чемпіонат з боротьби 2010 | Пуерто-Рико | вільна боротьба, до 84 кг | Срібло |
| Панамериканський чемпіонат з боротьби 2011 | Пуерто-Рико | вільна боротьба, до 84 кг | 5      |
| Панамериканський чемпіонат з боротьби 2017 | Пуерто-Рико | вільна боротьба, до 86 кг | 9      |

### Виступи на Панамериканських іграх
| Змагання                  | Збірна      | Вагова категорія          | Місце  |
| ------------------------- | ----------- | ------------------------- | ------ |
| Панамериканські ігри 2011 | Пуерто-Рико | вільна боротьба, до 84 кг | 5      |
| Панамериканські ігри 2015 | Пуерто-Рико | вільна боротьба, до 86 кг | Бронза |

### Виступи на Центральноамериканських і Карибських іграх
| Змагання                                                | Збірна      | Вагова категорія          | Місце  |
| ------------------------------------------------------- | ----------- | ------------------------- | ------ |
| Центральноамериканські і Карибські ігри 2010 (Маягуес)  | Пуерто-Рико | вільна боротьба, до 84 кг | Золото |
| Центральноамериканські і Карибські ігри 2014 (Сан-Хуан) | Пуерто-Рико | вільна боротьба, до 86 кг | Срібло |
| Центральноамериканські і Карибські ігри 2014 (Веракрус) | Пуерто-Рико | вільна боротьба, до 86 кг | Бронза |

### Виступи на інших змаганнях
| Змагання                                                               | Збірна      | Вагова категорія          | Місце  |
| ---------------------------------------------------------------------- | ----------- | ------------------------- | ------ |
| Олімпійський кваліфікаційний турнір з боротьби 2008 (Мартіні)          | Пуерто-Рико | вільна боротьба, до 74 кг | 16     |
| Олімпійський кваліфікаційний турнір з боротьби 2008 (Варшава)          | Пуерто-Рико | вільна боротьба, до 74 кг | 24     |
| Міжнародний меморіал Дейва Шульца 2011                                 | Пуерто-Рико | вільна боротьба, до 84 кг | 4      |
| Гран-прі Іспанії з боротьби 2011                                       | Пуерто-Рико | вільна боротьба, до 84 кг | 13     |
| Меморіал Вацлава Циолковського 2011                                    | Пуерто-Рико | вільна боротьба, до 84 кг | 22     |
| Меморіал Іона Корнеану 2011                                            | Пуерто-Рико | вільна боротьба, до 84 кг | Бронза |
| Тестовий турнір FILA 2011                                              | Пуерто-Рико | вільна боротьба, до 84 кг | 7      |
| Cerro Pelado International 2012                                        | Пуерто-Рико | вільна боротьба, до 84 кг | Срібло |
| Олімпійський кваліфікаційний турнір з боротьби 2012 (Кіссіммі-Орландо) | Пуерто-Рико | вільна боротьба, до 84 кг | Срібло |
| Меморіал Іона Корнеану 2012                                            | Пуерто-Рико | вільна боротьба, до 84 кг | Бронза |
| Турнір міста Сассарі 2012                                              | Пуерто-Рико | вільна боротьба, до 84 кг | Золото |
| Гран-прі Німеччини з боротьби 2012                                     | Пуерто-Рико | вільна боротьба, до 84 кг | Бронза |
| Золотий Гран-прі з боротьби 2013 (Сассарі)                             | Пуерто-Рико | вільна боротьба, до 84 кг | Срібло |
| Гран-прі Іспанії з боротьби 2013                                       | Пуерто-Рико | вільна боротьба, до 84 кг | 5      |
| Меморіал Вацлава Циолковського 2013                                    | Пуерто-Рико | вільна боротьба, до 84 кг | 24     |
| Золотий Гран-прі з боротьби 2013 (Баку)                                | Пуерто-Рико | вільна боротьба, до 84 кг | 13     |
| Турнір Дана Колова — Николи Петрова 2014                               | Пуерто-Рико | вільна боротьба, до 86 кг | Бронза |
| Турнір «Олімпія» 2014                                                  | Пуерто-Рико | вільна боротьба, до 86 кг | 8      |
| Турнір міста Сассарі 2015                                              | Пуерто-Рико | вільна боротьба, до 86 кг | Бронза |
| Олімпійський кваліфікаційний турнір з боротьби 2016 (Фріско)           | Пуерто-Рико | вільна боротьба, до 86 кг | Срібло |